# Мазер (Арьеж)
Мазе́р (фр. Mazères) — коммуна во Франции, находится в регионе Юг — Пиренеи. Департамент коммуны — Арьеж. Входит в состав кантона Савердён. Округ коммуны — Памье.
Код INSEE коммуны — 09185.

## Население
Население коммуны на 2008 год составляло 3413 человек.
| 1962 | 1968 | 1975 | 1982 | 1990 | 1999 | 2008 |
| ---- | ---- | ---- | ---- | ---- | ---- | ---- |
| 2140 | 2192 | 2071 | 2355 | 2519 | 2616 | 3413 |

## Экономика
В 2007 году среди 1915 человек в трудоспособном возрасте (15—64 лет) 1441 были экономически активными, 474 — неактивными (показатель активности — 75,2 %, в 1999 году было 70,2 %). Из 1441 активных работали 1278 человек (667 мужчин и 611 женщин), безработных было 163 (67 мужчин и 96 женщин). Среди 474 неактивных 117 человек были учащимися или студентами, 177 — пенсионерами, 180 были неактивными по другим причинам.

## уроженцы
- Эдуард Ардайон (1867–1926) –  французский географ.

## Фотогалерея
- Старый мост